# 魚藤坪鉄橋
魚藤坪鉄橋（ぎょとうへいてっきょう）は台湾苗栗県三義郷龍騰村の大安渓水系景山渓（支流）にかかる台湾鉄路管理局旧山線（廃線）の鉄橋。初代の龍騰断橋（魚藤坪橋）に対比して『魚藤坪新橋』『龍騰鉄橋』とも呼ばれる。
名称は清朝末期から日本統治時代にかけての一帯の当時の地名魚藤坪に由来する。

## 構造
旧山線3号トンネルの北側に位置する。
初代の橋は1908年に総工費122,514円を投じて建設された(p280)(p174)。
1935年の新竹・台中地震により崩壊、台中線復興事務所は80メートル下流側に2代目の魚藤坪鉄橋を再建することになった。1938年（昭和13年）4月に竣工し、旧煉瓦橋は引退、中央のトラスも撤去された。
上路式ボルチモアトラス橋と煉瓦橋の組み合わせだった初代から、25.4メートルの6連続桁による上路式桁橋（ガーダー橋）に生まれ変わった。
設計は台湾総督府交通局鉄道部の技師だった渡邊悟が担った。
桁には川崎車輌の製造銘板（昭和十二年（1937年））が確認できる。P3橋脚は高さ35.4メートルで、落成当時は台湾で最高度だった。
1998年の「新山線」開通後は廃止され、自転車による侵入者が後を絶たないため封鎖されていた。
内社川鉄橋とともに戦前の復旧時点で耐震化が進んでいたことで、戦後に桁が国産鋼材に置き換えられた大安渓鉄橋や大甲渓鉄橋と異なり重軌道化や電化工事の際も小幅な改修にとどまった。このため戦前の姿をほぼ残しており、先んじて文化資産に指定されたそれらに比しても、価値が見劣りすることはないという意見から2019年に県定古蹟に指定された。
2018年に旧山線レールバイクの終点として経路に組み込まれたが、その際に鉄橋下部に転落防止の防護網が増設されている。
|                                    |                                      |
| 新竹・台中地震後に再建中の鉄橋全景 | 龍騰断橋の下流で再建中の鉄橋（手前） |

## 沿革

### 戦前
- 1935年（昭和10年）4月21日 - 新竹・台中地震で全線が被害。初代当鉄橋も橋脚と橋桁が損傷し全面再建が決まる[3](p300)。
- 1936年（昭和11年）見新組による施工で復旧工事開始[1]。
- 1938年（昭和13年）
  - 4月 - 当鉄橋竣工[3](p322)。
  - 7月15日 - 旧山線全線復旧[3](p300)。

### 戦後
- 1978年10月 - 本鉄橋を含む台中線電化[3](p292)。
- 1998年
  - 9月23日 - 最終列車が運行される[13]。
  - 9月24日 - 新山線（台中線の新ルート）が開業に伴い廃止[13]。

### 廃止後
県の観光再生計画の一環で龍騰断橋の観光地化および当鉄橋上流側、断橋との間に遊歩道橋が設置されている(p107)。2010年の鉄路節で蒸気機関車がリバイバル運転されたのを皮切りに2016年ごろまでは臨時特別列車が運行されていた。
- 2018年7月 - 当鉄橋がコースに組み込まれたレールバイクの試験営業開始[17]。
- 2019年
  - 3月 - 苗栗県政府が指定古蹟に登録を決定[18][19]。
  - 5月9日 - 文化部、古蹟登録を公告[1]。
- 7月1日 - レールバイク正式営業開始[20]。